# Malawa (powiat przemyski)
Malawa – wieś w Polsce położona w województwie podkarpackim, w powiecie przemyskim, w gminie Bircza. Leży na Pogórzu Przemyskim, nad potokiem Lipka dopływem Stupnicy.
Wieś założona w 1450. Pierwszym właścicielem był Jerzy Matiaszowicz. Po nim, do końca XVII wieku wieś należała do Humnickich, potem do Dunin-Wąsowiczów i Wisłockich. W połowie XIX wieku właścicielem posiadłości tabularnej w Malawie był Anastazy Kozłowski.
Malawa w roku 1929
- Właściciel ziemski:
- Janiszewski Stefan (275 ha)
- Bławaty: Dym Sz.
- Konie-handel: Bodnar A.
- Kowal: Zwarszczak J.
- Różne towary: Wiśniowski M.
- Wyszynk trunków: Roth I.

Do czasów II wojny światowej istniał we wsi dwór z XVII wieku z obszernym parkiem. Został rozgrabiony i zniszczony przez żołnierzy Armii Czerwonej w 1939. 
W II Rzeczypospolitej wieś położona powiecie dobromilskim województwa lwowskiego. W latach 1945–1946 nacjonaliści ukraińscy z OUN-UPA zamordowali tu 9 Polaków i jednego Ukraińca, sołtysa.
W latach 1975–1998 miejscowość należała administracyjnie do województwa przemyskiego.

## Architektura
We wsi znajduje się murowana cerkiew św. Teodosija Pieczerskiego, zbudowana w 1897 w miejscu wcześniejszej, drewnianej cerkwi, która istniała co najmniej do 1830. Obecnie filialny kościół rzymskokatolicki w parafii Wniebowstąpienia Pańskiego w Lipie należącej do dekanatu Bircza.

## Demografia
- 1785 - 230 grekokatolików, 45 rzymskich katolików, 17 żydów
- 1840 - 705 grekokatolików
- 1859 - 368 grekokatolików
- 1879 - 427 grekokatolików
- 1899 - 539 grekokatolików
- 1926 - 648 grekokatolików
- 1929 - 628 mieszkańców
- 1938 - 671 grekokatolików
  - (brak danych o innych mieszkańcach)
- 2006 - 194 osoby